# Zoltán Peskó
Zoltán Peskó (Budapest, 15 febbraio 1937 – Budapest, 31 marzo 2020) è stato un direttore d'orchestra ungherese.
La sua attività di direttore d'orchestra di concerti e opera coprì l'intero spettro dal Rinascimento alla musica contemporanea e d'avanguardia. L'eccezionale sua versatilità è documentata da numerose registrazioni radiofoniche.

## Biografia
Proveniente da una famiglia di musicisti di religione luterana, Zoltán Peskó completò gli studi nella sua città natale e iniziò a lavorare come direttore d'orchestra e compositore di colonne sonore e di musica di scena per il teatro presso il Teatro Nazionale Ungherese e la televisione di quel paese. Nel gennaio 1964, lasciò l'Ungheria, e frequentò corsi di perfezionamento in Italia e in Svizzera. Presso l'Accademia Nazionale di Santa Cecilia fu allievo di composizione di Goffredo Petrassi e di direzione d'orchestra di Franco Ferrara. Successivamente studiò a Basilea nel 1965 con Pierre Boulez. Tra il 1966 e il 1973 fu direttore d'orchestra presso la Deutsche Oper di Berlino e tenne un posto di insegnante presso la locale Università della Musica e dello Spettacolo.
Il suo debutto al Teatro alla Scala di Milano avvenne nel 1970 dove, nella stessa stagione, egli diresse Ulisse di Dallapiccola, L'angelo di fuoco di Prokof'ev e La finta giardiniera di Mozart, che segnò l'inizio della sua carriera internazionale.
Intraprese una serie di collaborazioni come direttore ospite in tutta Europa, Sudamerica, Unione Sovietica e Stati Uniti.
Nel 1973 divenne direttore principale del Teatro Comunale di Bologna, e tre anni dopo occupò la stessa posizione presso il Teatro La Fenice di Venezia. Per quanto riguarda l'attività concertistica, dal 1978 al 1983 diresse l'orchestra della RAI di Milano. Tra il 1977 e il 1980 completò la composizione di Salammbô di Modest Petrovič Musorgskij (che morendo l'aveva lasciata incompiuta); con essa debuttò nel novembre 1980 a Milano, e la eseguì poi in molte altre città europee. Dal 1995 fino ad agosto 1999 fu direttore musicale della Deutsche Oper am Rhein, e tra il 2001-2005 direttore musicale dell'Orchestra Sinfonica portoghese e del Teatro São Carlos di Lisbona. Dal 2000 tenne alcune Master Class per giovani direttori d'orchestra al Festival Bartók di Szombathely, dove diresse il concerto finale nel 2007 con la Filarmonica Nazionale Ungherese.
Peskó fu regolarmente invitato nei maggiori festival musicali europei ed era ospite gradito nelle capitali musicali d'Europa. Nell'agosto del 1993 fu insignito del Premio Deutschen Schallplattenpreis.